# Leandra pallida
Leandra pallida är en tvåhjärtbladig växtart som beskrevs av Célestin Alfred Cogniaux. Leandra pallida ingår i släktet Leandra och familjen Melastomataceae. Inga underarter finns listade i Catalogue of Life.